# Särskilda jordbrukskommittén
Särskilda jordbrukskommittén (SJK) är en kommitté inom Europeiska unionens råd som bereder jordbruksfrågor på motsvarande sätt som Ständiga representanternas kommitté (Coreper) bereder övriga ärenden. Kommittén inrättades den 12 maj 1960 genom ett mellanstatligt avtal mellan medlemsstaterna för att bereda den stora mängden frågor som rör den gemensamma jordbrukspolitiken. Den består av företrädare för medlemsstaterna tillsammans med en företrädare för Europeiska kommissionen. Ordförande är företrädaren för den medlemsstat som utövar det halvårsvisa roterande ordförandeskapet i Europeiska unionens råd. Kommittén sammanträder vanligtvis en gång i veckan.
Kommittén har en särställning bland rådets kommittéer då den bereder rådssammanträden. I normala fall går alla beredningsprocesser genom Coreper innan de når rådssammanträdena, men detta är inte fallet för jordbruksfrågor (sanitära och fytosanitära frågor samt frågor som rör den gemensamma fiskeripolitiken bereds dock av Coreper). I likhet med Coreper bereds kommitténs sammanträden av andra kommittéer och arbetsgrupper inom rådet. Syftet med kommitténs arbete är att nå enighet kring så många ärenden som möjligt. Beroende på hur förhandlingarna utfaller blir ett ärende antingen en A-punkt eller en B-punkt på rådets sammanträde.